# Politolana concharum
Politolana concharum is een pissebed uit de familie Cirolanidae. De wetenschappelijke naam van de soort is voor het eerst geldig gepubliceerd in 1853 door Stimpson.